# Ladenbergia ferruginea
Espèce
Statut de conservation UICN

 VU D2 : Vulnérable
Ladenbergia ferruginea est une espèce de plantes de la famille des Rubiaceae.

## Publication originale
- 1846.